# Элиноросон
Элиноро́сон (греч. Ελληνορώσων «греко-русский») — район Афин, представляет собой продолжение района Амбелокипи. Первоначально заселен русскими эмигрантами первой волны, откуда происходит название.
С юга район ограничен проспектом Катехаки, с востока — проспектом Месойон, с запада — проспектом Кифисьяс. На севере район граничит с пригородом Афин Неон-Психикон. Основные улицы — Каратеодори (οδός Καραθεοδωρή), Георгиоса Влахоса (οδός Γεωργίου Βλάχου) и улица Адриана (οδός Αδριανείου).
Существует спортивное общество «Этникос Элиноросон».